# Хумар Гадімова
Хумар Гадімова (азербайджанською: Xumar Qədimova), також відома як Хумар (народилася 26 квітня 1966 року в Газаху) — азербайджанська поп-співачка, композиторка, акторка, піаністка, режисерка та заслужена артистка Азербайджану (2017).

## Біографія
Хумар Гадімова народилася 26 квітня 1966 року в Газахському районі. З 1983 по 1987 рік навчалася в Азербайджанському державному інституті театру імені Мірзааги Алієва за спеціальністю "Режисер масових заходів". Після завершення вищої освіти деякий час працювала адміністратором на Приморському бульварі. Згодом продовжила кар’єру в Азербайджанському державному інституті театру імені Мірзааги Алієва.
Хумар Гадімова розпочала творчу діяльність у 1997 році. Станом на сьогодні вона виконала понад 200 музичних творів. Натхнення черпала з народної літератури, а також із різних періодів азербайджанської та турецької літератури. Вона створила видатні музичні твори на основі робіт таких великих поетів і письменників, як Нізамі, Насімі, Назим Хікмет, Юнус Емре, Неджип Фазил Кисакюрек, Молла Панах Ваагіф, Сюат Саїн, Мохаммад-Хусейн Шахріар, Хусейн Джавід, Алмас Ільдирим, Мікаїл Мушфіг, Самед Вургун, Расул Рза, Халіл Рза Улутюрк, Бахтіяр Вагабзаде, Зелімхан Ягуб, Нусрат Касаманли, Наріман Гасанзаде, Расул Гамзатов, Ахмет Кая, Раміз Ровшан, Камал Абдулла та Мікаїл Мірза.
У 2003 році здобула нагороду "Голосовий артист" за пісню "Айрылык" на конкурсі, який проходив у Туреччині серед азербайджанських виконавців. У 2007 році провела сольний концерт під назвою "Bir Can Türkiyə-Azərbaycan" у концертному залі Maslak TİM в Стамбулі (Туреччина).
Її композиції також виконували відомі турецькі та узбецькі співаки, зокрема Кібаріє, Їлдиз Тільбе, група Kafkaz Kardeşleri, а також Народна артистка Узбекистану Севінч Мумінова.
3 березня 2017 року їй було присвоєно почесне звання Заслуженої артистки Азербайджанської Республіки за цінний внесок у розвиток культури країни.
У 2019 році вона створила композицію, присвячену Насімі, на честь "Року Насімі".
У 2021 році написала твір для "Року Нізамі Гянджеві".
У 2022 році створила композицію "Шуша" у зв’язку з "Роком Шуша".